# 이블린주

이블린 주의 위치

이블린(Yvelines)은 프랑스 일드프랑스 레지옹에 위치한 데파르트망으로, 주도는 베르사유이며 인구는 1,395,804명(2006년 기준), 면적은 2,284km2, 인구밀도는 611.1명/km2이다.
1964년의 수도권 재편성에 따라 옛 센에우아즈 주의 서부에 신설되었다. 이 때 함께 창설된 파리 주를 포함한 7개 주 중에서 면적은 최대이고 인구밀도는 최소이다. 주의 최남부는 곡물 재배가 많은 대규모 농업 지대이며 북쪽으로는 이블린 지방에 있는 랑부예 숲을 비롯하여 많은 삼림으로 되어 있다. 이들 삼림지대 동쪽을 흐르는 이베트강의 계곡은 슈브뢰즈의 계곡이며 파리에 가까운 휴양지·별장지로서 유명하다. 또한 교통기관의 발달과 더불어 파리의 통근권 내에 들어갔으며 이에 따라 그 성격이 바뀌고 있다.
주의 북서부는 황토에 뒤덮인 기름진 대지와 이를 침식하는 몰드르강·보쿨뢰르강 등의 계곡으로 나뉜다. 대지 위에서는 사탕무·곡물류가 재배되고 있으며 계곡은 목장 및 채소밭 지대이다. 센강 하곡(河谷)에는 공업도시가 적어 푸아시·묄랑 등의 자동차, 망트라졸리의 기계, 뫼르의 항공기 공업 등이 이루어질 뿐이다. 북동부의 파리와 가까운 지역은 인구밀도가 높으며 고급 교외주택지로서 녹지가 많이 남아 있다. 또 베르사유를 비롯한 오래된 도시들은 파리와의 교통이 개선됨으로써 그 모습이 바뀌었다.
드뷔시의 고향이자 파리 생제르맹 FC의 전신 구단이 연고를 했던 생제르맹앙레가 속해 있었다.

## 인구
| 연도    | 인구      | ±% p.a. |
| ------- | --------- | ------- |
| 1876    | 235,511   | —       |
| 1881    | 236,471   | +0.08%  |
| 1891    | 250,552   | +0.58%  |
| 1901    | 270,228   | +0.76%  |
| 1911    | 297,562   | +0.97%  |
| 1921    | 321,237   | +0.77%  |
| 1931    | 408,282   | +2.43%  |
| 1936    | 428,166   | +0.96%  |
| 1946    | 431,499   | +0.08%  |
| 1954    | 519,976   | +2.36%  |
| 1962    | 687,827   | +3.56%  |
| 1968    | 854,382   | +3.68%  |
| 1975    | 1,082,255 | +3.44%  |
| 1982    | 1,196,111 | +1.44%  |
| 1990    | 1,307,150 | +1.12%  |
| 1999    | 1,354,304 | +0.39%  |
| 2007    | 1,403,957 | +0.45%  |
| 2016    | 1,431,808 | +0.22%  |
| source: |           |         |

## 같이 보기
- 이블린주의 캉통
- 이블린주의 코뮌 목록